# Palazzo Peruzzi-Bourbon del Monte
Palazzo Peruzzi, o Bourbon del Monte, si trova a Firenze in borgo dei Greci 3, con il retro su piazza Peruzzi 8r, 9r, 10r, 11r, 12r, 13r. Il palazzo appare nell'elenco redatto nel 1901 dalla Direzione Generale delle Antichità e Belle Arti, quale edificio monumentale da considerare patrimonio artistico nazionale.

## Storia

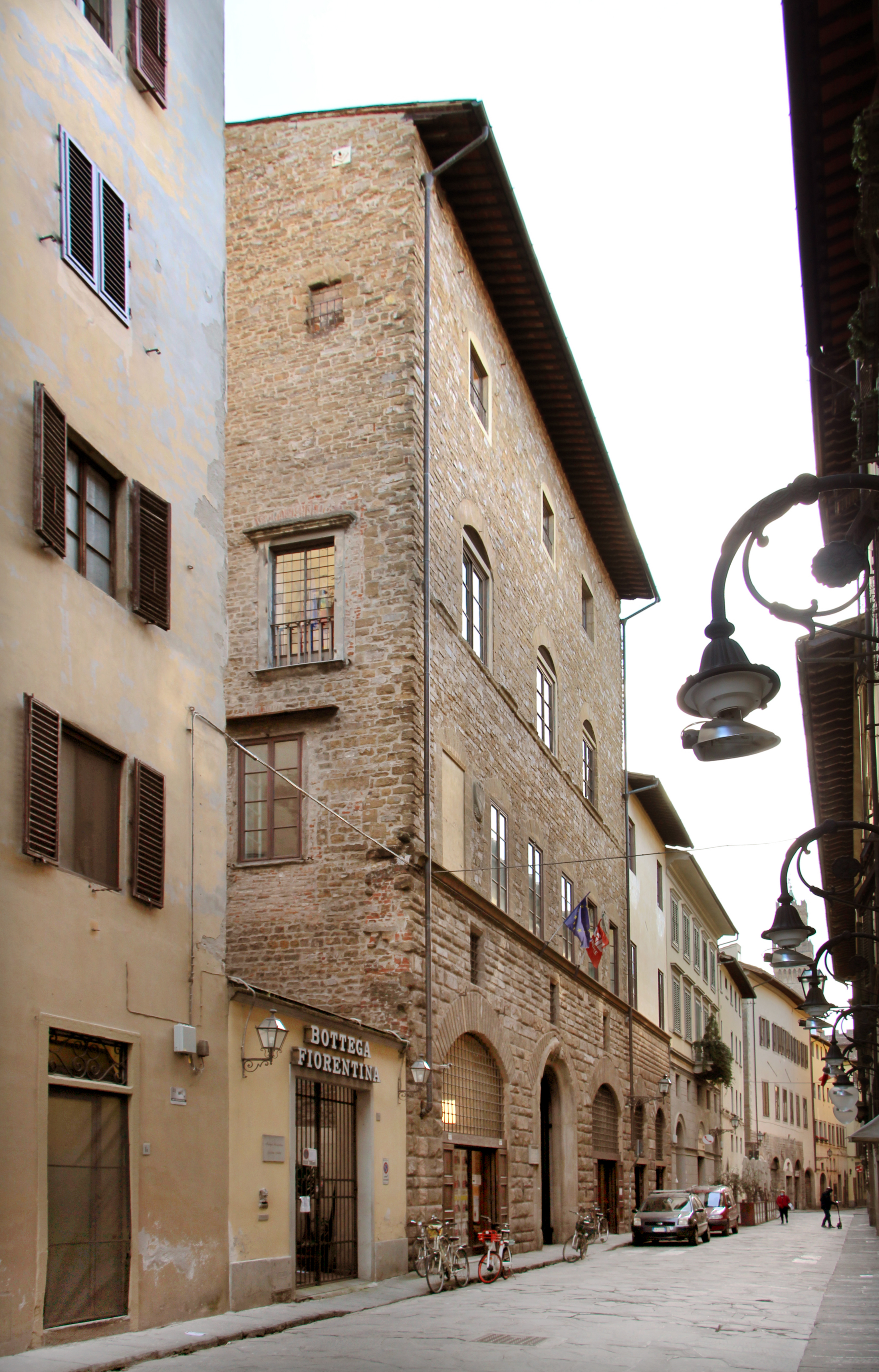
La facciata su Borgo dei Greci

Il palazzo dichiara con la facciata sul borgo le proprie antiche origini trecentesche, legate alle molte proprietà che la consorteria dei Peruzzi aveva in quest'area fin dal Duecento. Conosciuto nella Firenze antica come "il Palagio" per eccellenza, per la sua vastità e nobiltà venne scelto nel 1310, quando era proprietà di Giotto d'Arnoldo Peruzzi, per ospitare Roberto d'Angiò. Nel 1339 il fallimento della banca dei Peruzzi (che coinvolse a catena anche altri istituti fiorentini) a causa dell'insolvenza di re Edoardo III d'Inghilterra, costrinse la famiglia a vendere numerosi terreni e case, ma non il palazzo in questione. Ancora nel 1345 il palazzo venne ritenuto dalla Signoria per ospitare personaggi di riguardo, in quel caso la moglie di Roberto d'Angiò principe di Taranto, figlia del duca di Borbone e principessa di Costantinopoli senza terra. Nel 1439 fu poi residenza dell'imperatore Giovanni VIII Paleologo, in occasione del Concilio di Basilea, Ferrara e Firenze, con i suoi familiari e il suo seguito (una targa che ricorda l'imperatore bizantino si trova però nell'androne del vicino palazzo di Ubaldino Peruzzi).
Rimasto di proprietà della famiglia Peruzzi fino alla seconda metà del XVIII secolo, fu acquistato da Paolo Antonio Bourbon del Monte Santa Maria il 13 agosto del 1772 da Bindo Giovanni Peruzzi per 3100 scudi. I Peruzzi si trasferirono nel cosiddetto palazzo di Ubaldino Peruzzi, nella stessa via.
Paolo Antonio acquistò dunque il palazzo Peruzzi il 13 agosto del 1772 da Bindo Giovanni Peruzzi, per 3100 scudi. Un anno prima, precisamente il 13 gennaio 1771, l'ingegnere Giulio Mannaioni venne incaricato dai Peruzzi per redigere una stima dell'edificio: "Io appie' sottoscritto perito ingegnere avendo ricevuto l'ordine dall'illustrissimo Sig. Bindo Peruzzi di visitare la sua casa di propria abitazione posta in Borgo dei Greci e quella stimare per il suo giusto prezzo e valore, che perciò fatte da me tutte le utili riflessioni necessarie alla statura, simmetria e qualità quanto alla situazione e grandiosità dell'ingresso di Borgo dei Greci con il comodo della carrozza per montare e smontare alla scala e trapassare per l'altro ingresso sulla piazza detta dei Peruzzi, come altresì a terreno al solo comodo di stalla e rimessa. Quanto al primo piano con quartiere grandioso di più stanze e retrostanze con magazzini di comodo, escluso in questo piano il quartiere di due stanze e gabinetto con magazzino sopra che resta a mezzogiorno; come ancora tutto il secondo piano di grandiosi e regolati quartieri arricchiti di pitture e stucchi con retrostanze da potersi ridurre con poca spesa in altro quartiere libero e tutto quel più comodo che si ritrova al terzo piano...e l'aggravio degli 11 scudi a Montedomini per la pigione di alcune stanze incorporate dalle quali si è formato l'ingresso di detto palazzo per la parte che riguarda la strada detta Borgo dei Greci".

## Descrizione

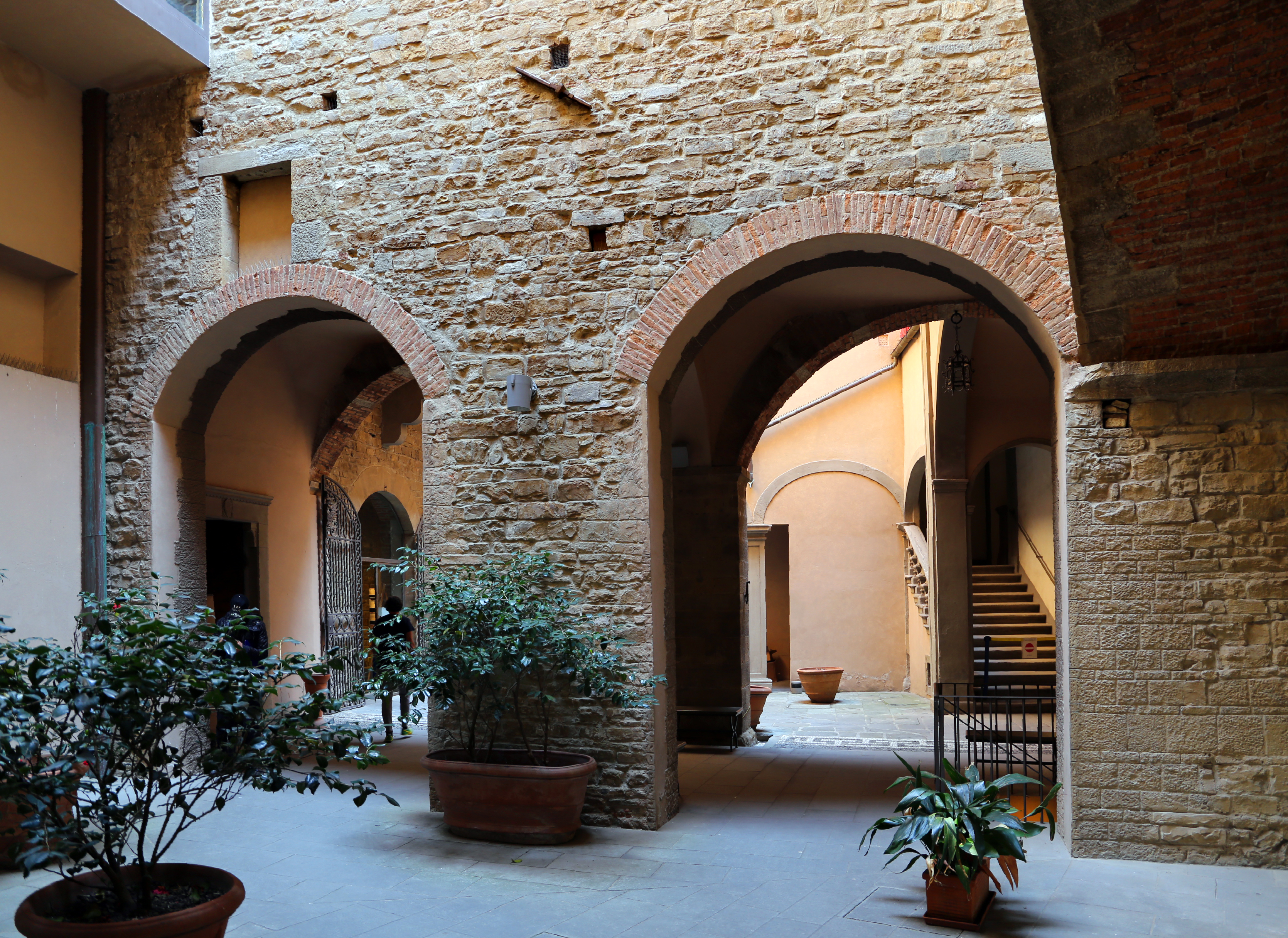
Cortile interno

Evidenti trasformazioni della facciata originaria su borgo dei Greci (soprattutto le finestre dei piani superiori e lo stesso portone, più tardo) rendono oggi più significativa la visione della facciata secondaria sulla piazza retrostante, che maggiormente conserva, nonostante i restauri e i rifacimenti, inserita in un contesto ancor oggi altamente suggestivo, i caratteri dell'architettura fiorentina della fine del XIII secolo. Nella loro successione, con scarti di piani e volumi e con l'andamento curvilineo spezzato, formano una cortina che segue il profilo ellittico dell'antico anfiteatro romano di Firenze e forse anche le antiche aperture ad arco, a delimitare buona parte della piazza che, con gli altri edifici della consorteria, si presentava come una specie di cittadella, ovvero come una corte munita di torri. Tra i vari corpi di fabbrica si evidenzia, per l'unitarietà del disegno della facciata, quello segnato dai nn. 8r e 9r, corrispondente alla larghezza di quattro fornici, attualmente a tre piani e interamente a filaretto, per quanto la presenza di correnti in pietra indichi come, presumibilmente a seguito di un intervento quattro cinquecentesco, la facciata fosse intonacata. Attualmente su questo, come sugli altri volumi stonacati e integrati, sono stati riposizionati i vari tipici ferri da facciata medioevali, dagli anelli da cavallo agli erri posti a lato delle finestre. Dal lato che guarda verso la volta dei Peruzzi sono tre scudi oramai illeggibili che recavano le armi della famiglia.
Lo scorcio che del fianco dell'edificio prospiciente lo slargo alla sua sinistra ha poi sporti su mensoloni sia in pietra sia in legno.
Importanti riordinamenti interni sono documentati nel 1829 (in occasione del matrimonio tra il marchese Luca Bourbon del Monte e la figlia del principe regnante di Assia-Darmstadt) e negli anni di Firenze Capitale (1865-1871).
Comunque l'attuale assetto neomedioevale del piano terra su borgo de' Greci e l'attuale facciata è da riferire a lavori di restauro operati intorno alla fine dell'Ottocento e agli anni ottanta di questo secolo, in stile neogotico secondo il gusto dell'epoca; mentre le stanzone su piazza Peruzzi conservano ancora una serie di androni e di volte a piano terra e importanti resti di soffitto a travi al primo piano riferibili a un più lontano passato. Nel 1980, si intervenne infatti sulla facciata verso borgo de' Greci, riaprendo le due arcate ai lati del portone, precedentemente tamponate, e venne ripristinata la facciata in pietra fino al primo piano" (Francesca Carrara). Su questa facciata è, a destra lo scudo con l'arme dei Peruzzi (d'azzurro, a sei pere d'oro, picciolate e fogliate di due pezzi di verde), a sinistra quello dei Bourbon del Monte Santa Maria (d'azzurro, a tre gigli d'oro, 2.1, e alla banda attraversante di rosso).
Nel cortile interno sono visibili alcuni elementi architettonici originali, come i pilastri quadrangolari in pietra forte, le grandi arcate in laterizio, i mensoloni in pietra al primo piano.

## Utilizzo attuale

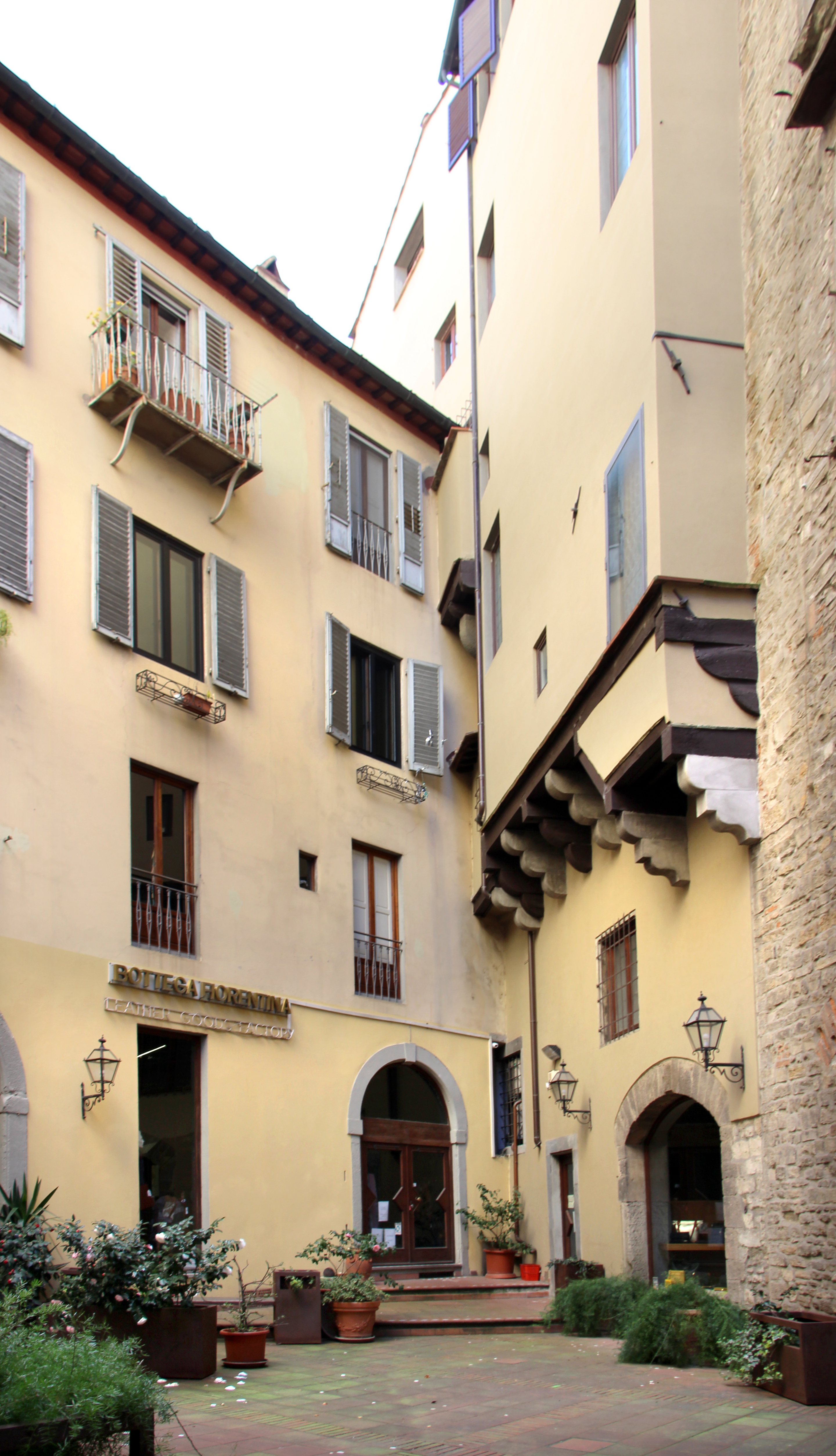
Gli sporti

Dal 1954 l'edificio è sede della Camera del Lavoro Metropolitana di Firenze. A comprare il palazzo furono i lavoratori con una colletta per rispondere allo sfratto dalla precedente sede imposto dal governo.

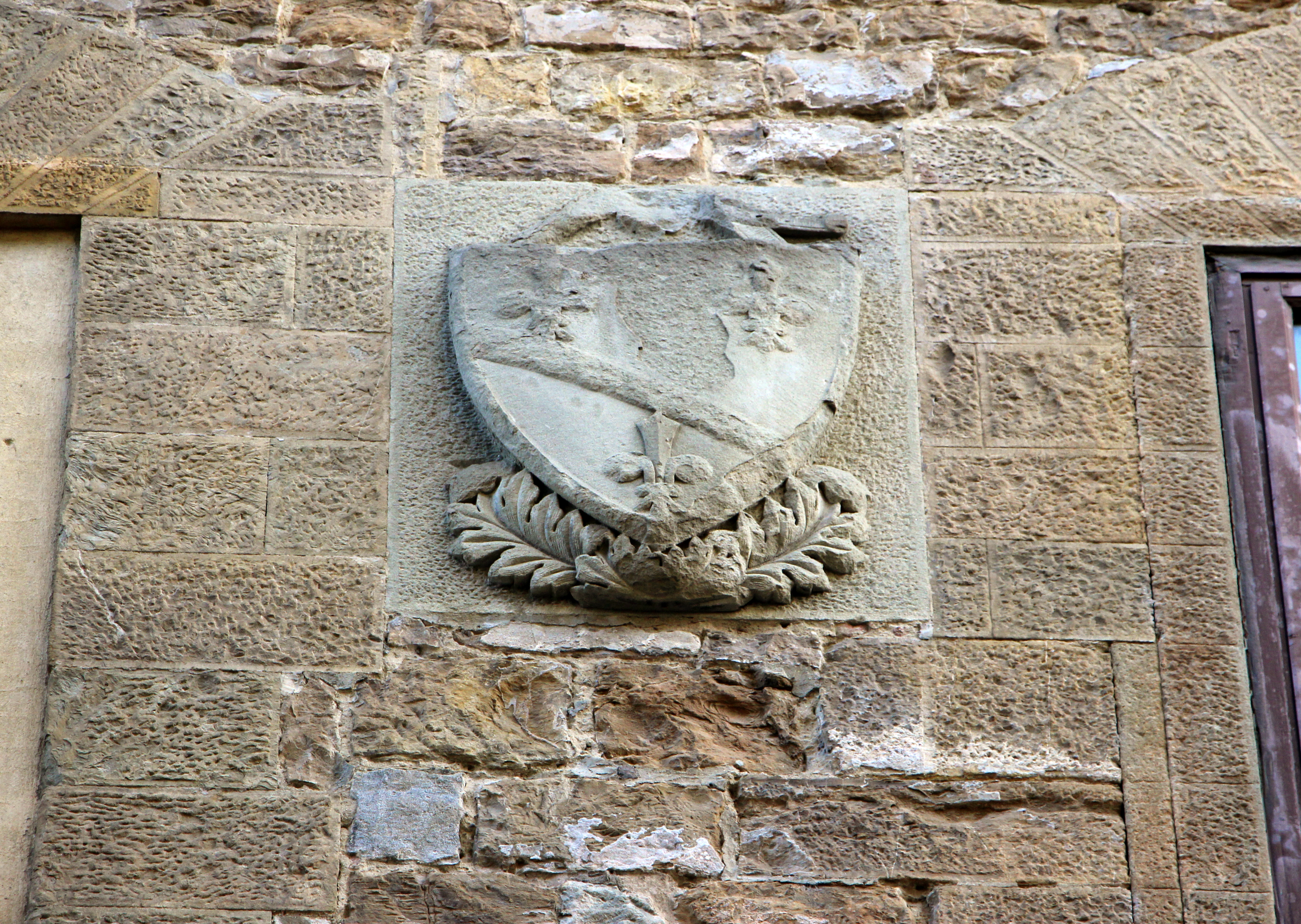
Stemma Bourbon del Monte Santa Maria
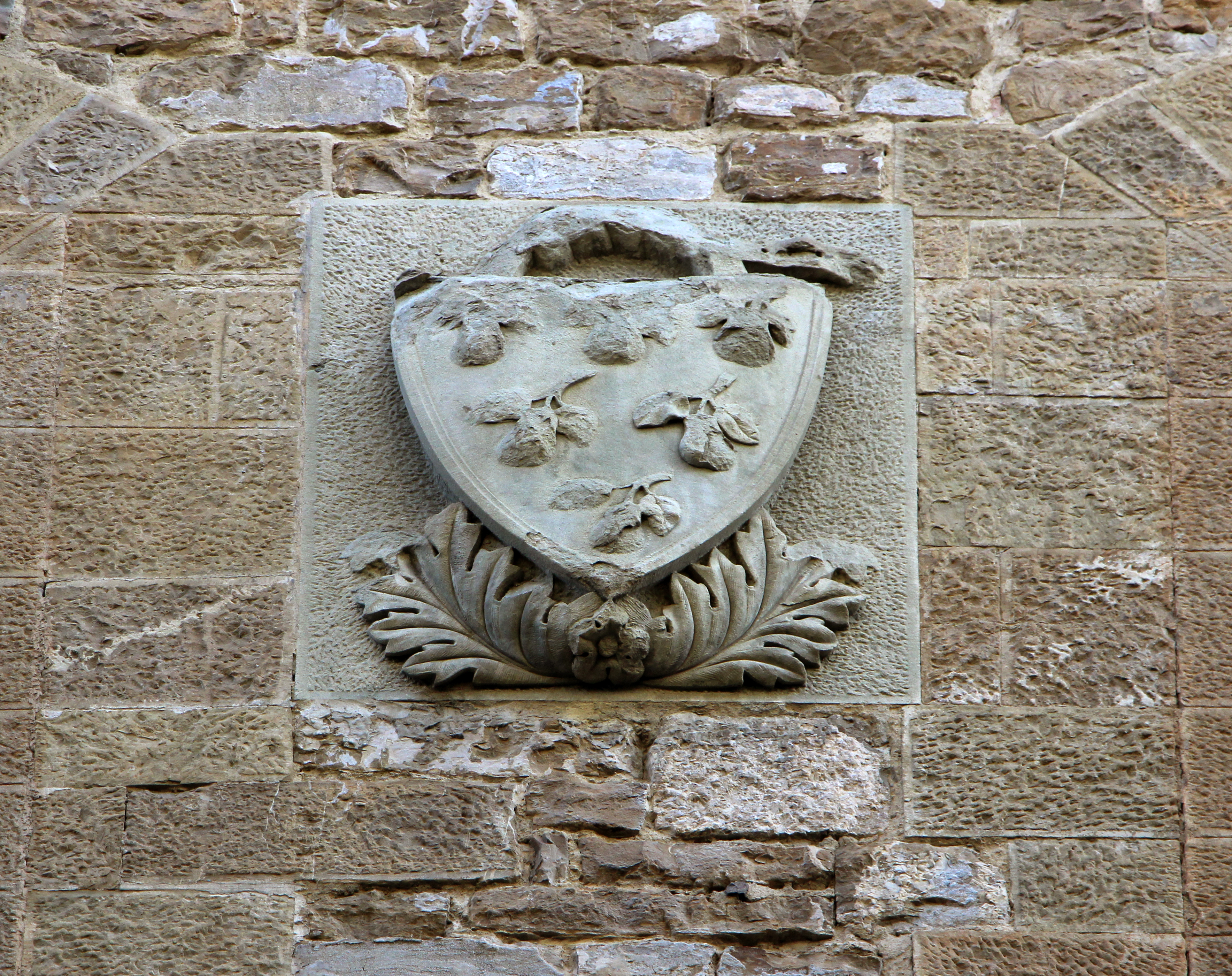
Stemma Peruzzi
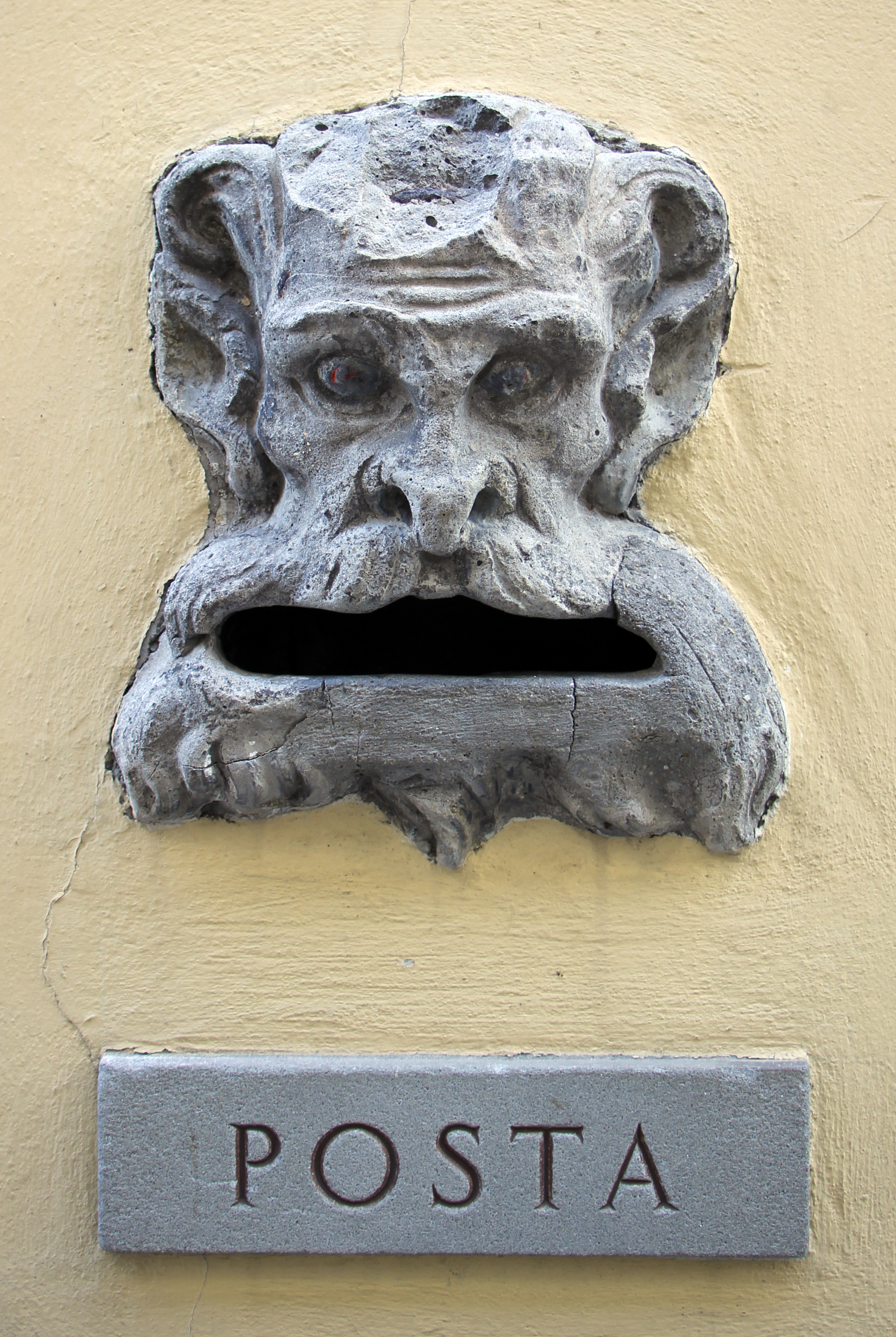
Buca per la posta con mascherone